# ディオプロサウルス
ディオプロサウルス（Dyoplosaurus　「二重に装甲したトカゲ」の意味）は白亜紀後期に現在の北アメリカに生息したアンキロサウルス科の曲竜類恐竜の属の一つである。化石はカナダアルバータ州にある恐竜公園層の下部（カンパニア期中期、約7000万年前）の地層から発見されている。現在のところDyoplosaurus acutosquameus 一種のみが含まれている。

## 特徴

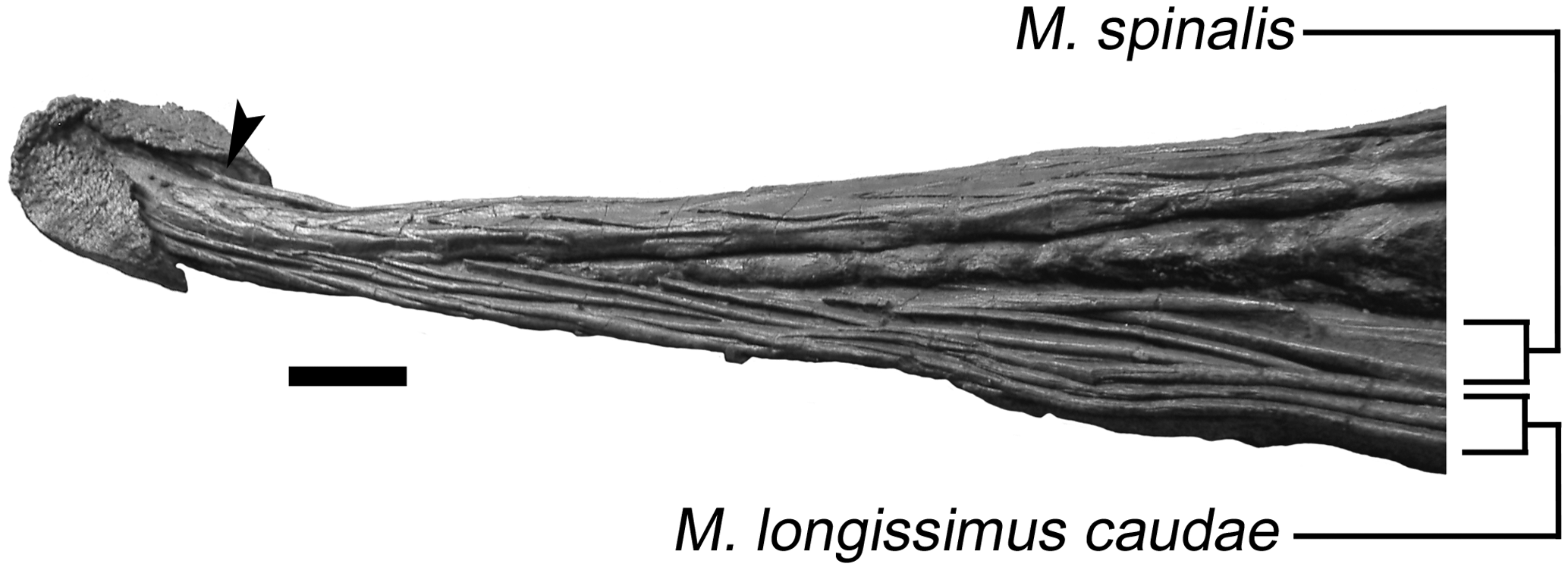
ホロタイプ標本の尾

ディオプロサウルスのタイプ標本は長さ4.5m、幅1.7 mで、長さ35 cmの頭骨が含まれる。他の多くのアンキロサウルス科の属と同様に、胴体に装甲があり、尾の先は棍棒になっていた。この棍棒は互いに癒合したいくつかの装甲板から構成されている。

## 発見史
ディオプロサウルスは1924年にウィリアム・パークスにより頭骨と下顎を含む部分骨格であるホロタイプ標本ROM 784に基づいて命名された。この化石は現在のカナダ、アルバータ州のレッドディア川近くにある恐竜公園層の底面から10mの高さの場所で収集された。

## 分類

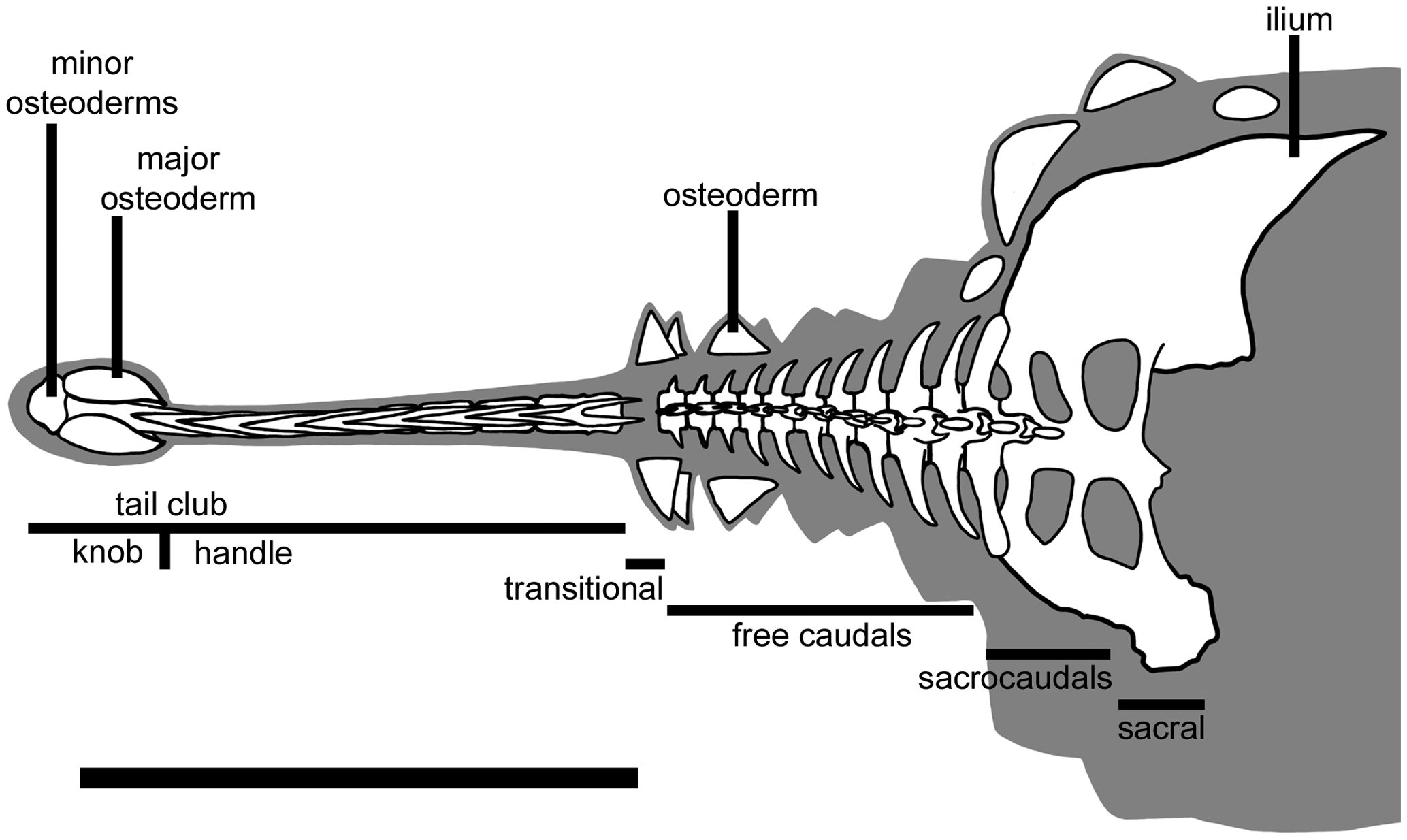
復元された尾と骨盤

1971年にWalter Coombsはディオプロサウルスはエウオプロケファルスの新参異名であると提案した。一般的には二種は同じ種であると仮定され、それゆえディオプロサウルスの標本は以前にはEuoplocephalus tutus のものと同定された。しかし、2009年にJournal of Vertebrate Paleontology で発表された最新の属の再記載ではこの属は正当な属であり、同義性はホロタイプとE. tutus の他の標本の断片的な特徴がもとで提案されていることを示唆されると主張されている。Thompson et al.(2011)での系統解析ではこの両種が別種であることが確証されている。

## 参照
1. 1 2  Arbour, V. M.; Burns, M. E.; Sissons, R. L. (2009). “A redescription of the ankylosaurid dinosaur Dyoplosaurus acutosquameus Parks, 1924 (Ornithischia: Ankylosauria) and a revision of the genus”. Journal of Vertebrate Paleontology 29 (4):  1117. doi:10.1671/039.029.0405.
2. ↑  Parks, W. A. (1924). “Dyoplosaurus acutosquameus, a new genus and species of armored dinosaur; and notes on a skeleton of Prosaurolophus maximus”. University of Toronto Studies Geological Series 18:  1–35.
3. ↑  Richard S. Thompson, Jolyon C. Parish, Susannah C. R. Maidment and Paul M. Barrett (2011). “Phylogeny of the ankylosaurian dinosaurs (Ornithischia: Thyreophora)”. Journal of Systematic Palaeontology in press. doi:10.1080/14772019.2011.569091.